# 병점초등학교
병점초등학교는 대한민국 경기도 화성시 진안동에 있는 공립 초등학교이다.

## 학교 연혁
- 1946년 9월 1일 태장국민학교 병점분교장 인가 개교
- 1949년 9월 1일 병점국민학교 승격
- 1996년 3월 1일 병점초등학교로 개칭
- 2023년 1월 5일 제73회 졸업식(총 8274명)
- 2023년 3월 1일 8학급(특수 포함), 유치원 1학급 편성

## 참고 자료
- 병점초등학교 - 한국교육학술정보원 학교알리미